# Mikkel Niva

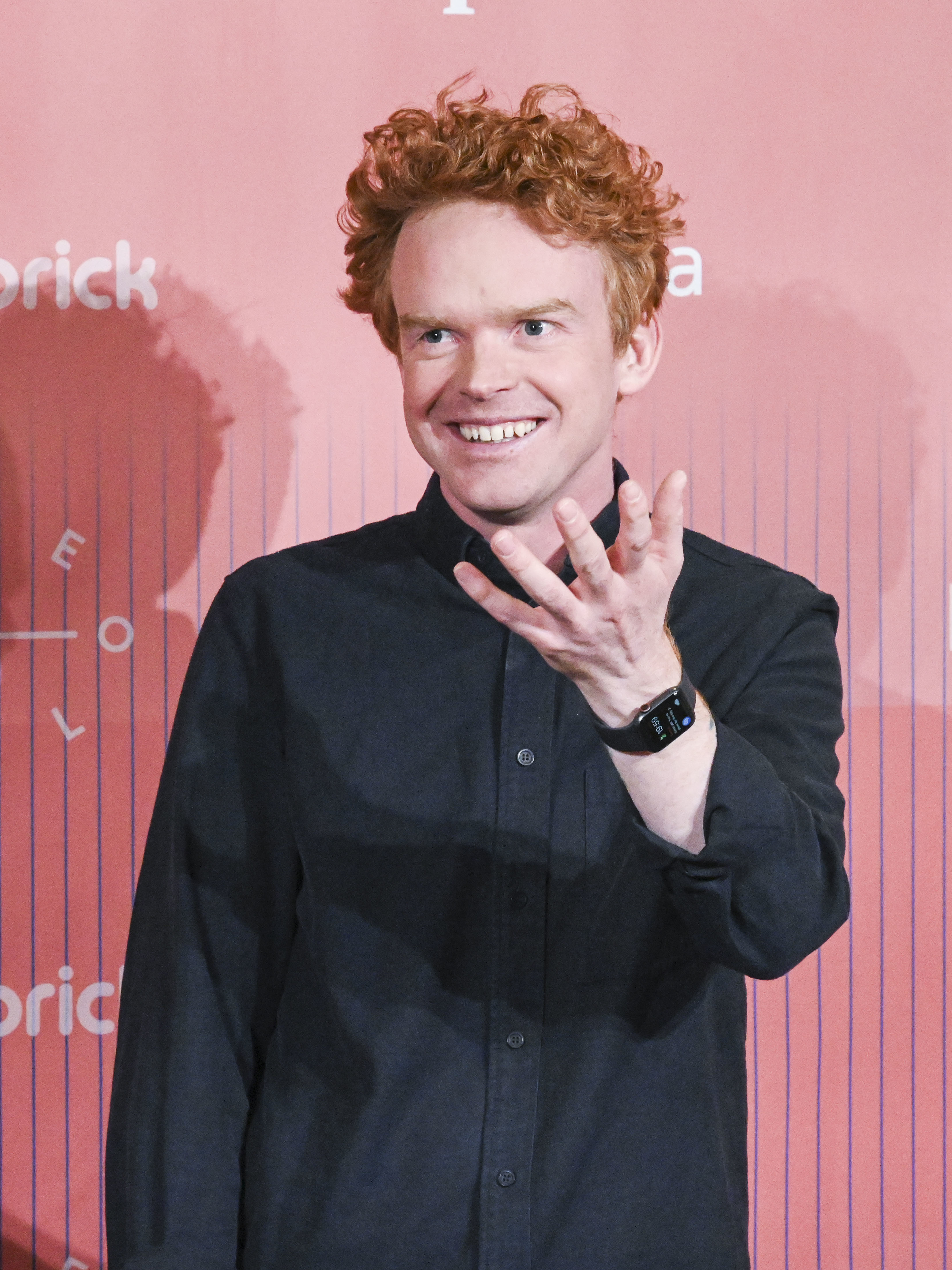
Mikkel Niva, 2021

Mikkel Bjørnebo Jensen Niva (* 1988 in Elverum) ist ein norwegischer Drehbuchautor, Moderator und Schauspieler.

## Leben
Niva kam in Elverum zur Welt. In seiner Jugend zog er mehrfach um und besuchte Schulen in Elverum, Oslo und Sarpsborg. Der Kontakt zu seinem Vater brach ab, als er drei Jahre alt war. In seiner Jugend begann Niva Theater zu spielen und besuchte die Theaterlinie einer weiterführenden Schule. Um diese zu besuchen, zog er im Alter von 15 Jahren bei seiner Mutter aus. Nach der weiterführenden Schule ging er an die Romerike Folkehøgskole. Während seiner Zeit dort beschloss er, kein Schauspieler zu werden. Erste Bekanntheit erlangte er stattdessen als Mitglied des Improvisationsensembles Det Andre Teatret, zu dessen Gründungsmitgliedern er zählte.
Im Jahr 2016 moderierte er die Weihnachtssendung Julemorgen im Kinderprogramm von Norsk rikskringkasting (NRK). Im darauffolgenden Jahr war er als Moderator unter anderem an der TV-aksjon und an der Show Sommeråpent beteiligt. Des Weiteren moderierte er im November 2017 den Jugendgesangswettbewerb MGPjr gemeinsam mit Nicolay Ramm. Mit Sigrid Velle Dypbukt führte er in den Jahren 2018 und 2019 erneut durch den Wettbewerb. In der Dokumentation Uten pappa beleuchtete er seine eigene Kindheit ohne Vater, nachdem dieser nach Dänemark gezogen war. Die Serie hatte ihre Premiere im September 2018. Gemeinsam mit Herman Flesvig begann er den Podcast Friminutt, der zu einem der größten Podcasts Norwegens heranwuchs. Im März 2021 wurde der Wechsel des Podcasts von NRK zum Medienkonzern Schibsted angekündigt, dort wurde der Podcast unter dem Namen Storefri fortgesetzt. Mit Flesvig schrieb er auch das Drehbuch für die Serie Førstegangstjenesten. Niva übernahm in der Serie zudem eine Rolle.
Zu Weihnachten 2021 moderierte er gemeinsam mit Marte Stokstad die Sendung Kvelden før kvelden. Niva moderierte dabei zum dritten Mal in Folge die Show. Gemeinsam mit Kåre Magnus Bergh und Annika Momrak moderierte er den Melodi Grand Prix 2022, den norwegischen Vorentscheid für den Eurovision Song Contest. Niva wirkte im Jahr 2022 an der Serie Med Monsen på villspor mit. Von 2023 bis 2025 moderierte er zwei Staffeln der NRK-Serie Portrettmesterskapet.

## Auszeichnungen
Gullruten
- 2025: Nominierung in der Kategorie „Beste/r Moderator/in – Unterhaltung“ (mit Herman Flesvig, für Oppdrag Europa)[13]

## Filmografie
- 2019–2020: Førstegangstjenesten (Fernsehserie)